# Hans-Jürgen Döscher

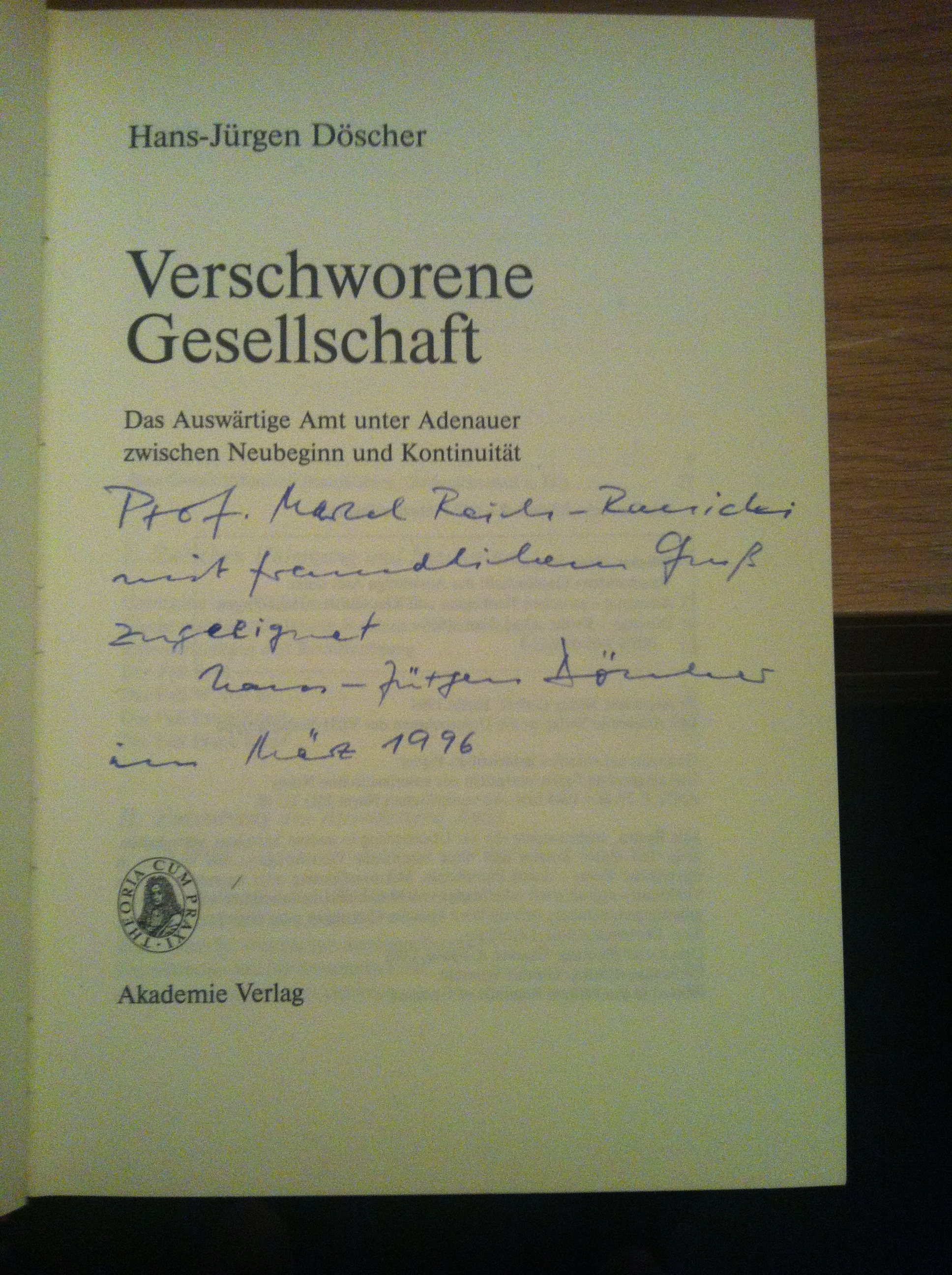
Autograph

Hans-Jürgen Döscher (* 18. November 1943 in Eberswalde, Provinz Brandenburg) ist ein deutscher Historiker.
Hans-Jürgen Döscher studierte von 1968 bis 1973 Geschichte, Politikwissenschaften und Romanistik an den Universitäten Hamburg und Bordeaux. Er promovierte bei Werner Jochmann an der Universität Hamburg. Seit 2006 ist er Honorarprofessor für Neueste Geschichte an der Universität Osnabrück.
Seine beiden Studien Das Auswärtige Amt im Dritten Reich (1987) und sein Folgeband über die Kontinuität des Personals und der Politik des Auswärtigen Amts in der Bundesrepublik Verschworene Gesellschaft (1995) galten laut dem Nachrichtenmagazin Der Spiegel lange als „Standardwerke über das Ministerium“. Döscher ist seit vielen Jahren Rezensent der Frankfurter Allgemeinen Zeitung zu den Themenbereichen Nationalsozialismus und Antisemitismus. Er hat bei neun Fernsehdokumentationen zur Zeitgeschichte wissenschaftliche Beratung geleistet, unter anderem zu Reichsaußenminister Joachim von Ribbentrop in der Reihe Hitlers Helfer (ZDF und Arte, 1998) sowie Hitlers Diplomaten in Bonn. Das Auswärtige Amt und seine Vergangenheit (ARD/WDR, 2006).

## Schriften (Auswahl)
Monographien
- Das Auswärtige Amt im Dritten Reich. Diplomatie im Schatten der „Endlösung“. Siedler Verlag, Berlin 1987, ISBN 3-88680-256-6.
- „Reichskristallnacht“. Die Novemberpogrome 1938. Econ, Frankfurt 1988, ISBN 3-550-07495-6. Überarbeitete und erweiterte Taschenbuchausgabe, 3. Auflage, Propyläen Taschenbuch, München 2000, ISBN 3-612-26753-1.
- Verschworene Gesellschaft. Das Auswärtige Amt unter Adenauer zwischen Neubeginn und Kontinuität. Akademie, Berlin 1995, ISBN 3-05-002655-3.
- Seilschaften. Die verdrängte Vergangenheit des Auswärtigen Amts. Propyläen, Berlin 2005, ISBN 3-549-07267-8.
- „Kampf gegen das Judenthum“. Gustav Stille 1845–1920. Antisemit im Deutschen Kaiserreich. Metropol, Berlin 2008, ISBN 978-3-938690-90-1.
- Brennpunkte der Zeitgeschichte. Karrieren vor und nach 1945. Osnabrück 2018, ISBN 978-1-977-00149-8.

Beiträge in Sammelwerken
- Haase, Ludolf, Schumburg, Emil und Stille, Gustav. In: Handbuch des Antisemitismus. Judenfeindschaft in Geschichte und Gegenwart. Band 2: Personen in zwei Teilbänden. (A–K) und (L–Z). Hrsg. von Wolfgang Benz im Auftrag des Zentrums für Antisemitismusforschung. De Gruyter Saur, Berlin 2009, ISBN 978-3-598-24072-0.
- Neurath, Constantin Freiherr von. In: Neue Deutsche Biographie (NDB). Band 19, Duncker & Humblot, Berlin 1999, ISBN 3-428-00200-8, S. 178 f. (Digitalisat).